# Elena Nobili
Elena Nobili, née le 27 avril 1833 à Florence et morte le 10 octobre 1900 dans la même ville, est une peintre italienne, principalement de scène de genre.

## Biographie
Elena Nobili naît le 27 avril 1833 à Florence. Son fils, Riccardo Nobili (1859-1939), est également peintre. Parmi ses œuvres figurent Reietti! (Exposition de Turin, 1884); Bonaccia (Promotrice de Florence, 1884), Una visita ; Aspettativa ; Settembre ; En campagne : Burrasche coniugali ; Due novembre ; Spariti! ; Eccoli! ; Musica ; Prima del convegno ; Contrasti ; Figura del 700 ; smf La caccia sui tetti. À la Mostra Beatrice de Female Works, qui s'est tenue en 1890 à Florence, elle remporte la médaille d'argent. 
Elle meurt le 10 octobre 1900 dans sa ville natale.